# Patricio Advis Vitaglich
Patricio G. Advis Vitaglich (? - 29. prosinca 2011.) je čileanski arhitekt, povjesničar, znanstveni istraživač i sveučilišni profesor hrvatskog podrijetla.
Predavao je na Valparaiškom katoličkom sveučilištu (Universidad Católica de Valparaíso) odnosno sveučilištu Arturo Prat (Universidad Arturo Prat).
Brat je Luisa, Hectora i Pedra S. Vitaglicha. Svi su iz obitelji Vitaglicha, obitelji poznate u Iquiqueu.
Za života je napisao razne knjige, projektirao razna djela i uvijek je bio strastveni branitelj arhitektonske baštine grada.Posebno je pratio zbivanja u regiji Tarapaci u raznim studijima i izdanjima, a u svezi s vađenjem salitre (salitrero, v. oficina salitrera).
Pisao je o povijesti, sadašnjosti i budućnosti Iquiquea, jedinstvenog grada u Čileu, čija arhitektura odražava sjevernoameričku praksu izgradnje drvenih objekata iz 2. pol 19. st. (općinsko kazalište, Toranj sa satom na trgu Prat, Španjolski casino, Klub hrvatskih iseljenika, ulica Baquedano...), predšpanjolskoj povijesti Ique-Iquea od desetorice ribara i tako dalje.

## Djela
(izbor)
- knjige
- La Iglesia Colonial de San Antonio de Matilla: su origen, su fechado, sus transformaciones, 1990.
- La Batalla de Tarapacá: y sus hechos memorables, 1999.
- La arquitectura de Iquique: durante el período salitrero, 2008.[8]
- El desierto conmovido: paso de la hueste de Almagro por el norte de Chile, 2008.[2][3]

- na groblju br. 3 u općini Huari nalazi se spomenik 29 zatvorenika koji su bili 1973. strijeljani u Pisagui.[10] Konstrukcija je od betona i kamena. Nalazi se u podnožju brda.

## Vanjske poveznice
- [neaktivna poveznica] Base Portafolio Taller de Proyecto - La visi n de escuela Uno de los escritos fundacionales de nuestra Escuela de Arquitectura, elaborado por el arquitecto Patricio Advis Vitaglich en 1997